# The Good Doctor (seizoen 1)
Dit artikel vat het eerste seizoen van The Good Doctor samen. 

## Rolverdeling

### Hoofdrollen
- Freddie Highmore - dr. Shaun Murhpy
- Nicholas Gonzalez - dr. Neil Melendez
- Antonia Thomas - dr. Claire Browne
- Chuku Modu - dr. Jared Kalu
- Hill Harper - dr. Marcus Andrews
- Richard Schiff - dr. Aaron Glassman
- Beau Garrett - Jessica Preston
- Tamlyn Tomita - Allegra Aoki

### Terugkerende rollen
- Dylan Kingwell - Steve Murphy
- Graham Verchere - jonge Shaun Murhpy
- Paige Spara - Lea
- Chris D'Elia - Kenny
- Christina Chang - dr. Audrey Lim
- Fiona Gubelmann - dr. Morgan Reznick
- Will Yun Lee - dr. Alex Park
- Lisa Edelstein - dr. Blaize
- Marsha Thomason - dr. Isabel Barnes
- Jasika Nicole - dr. Carly Lever

## Afleveringen
| Nr. | Aflevering | Titel               | Regisseur            | Schrijver(s)                  | Selectie gastrollen | Uitzenddatum      |  |
| --- | ---------- | ------------------- | -------------------- | ----------------------------- | --- | ----------------- |  |
| 1 | 1          | Burnt Food          | Seth Gordon          | David Shore                   | Irene Keng - dr. Elle McLean Orlando Lucas - Adam Miranda Edwards - Bonnie Matthew Mandzij - Carl                                                              | 25 september 2017 |  |
| Op weg naar zijn nieuwe werkplek, in het San Jose St. Bonaventure Hospital, is dr. Shaun Murphy getuige wanneer een jongen door een glasplaat valt waarbij hij zwaar gewond raakt. Met zijn unieke vaardigheid om de ingewanden van de jongen voor zich te zien, zonder gebruik van medisch apparatuur, lukt het hem de jongen te stabiliseren. Ondertussen vindt er in het ziekenhuis een bestuursvergadering plaats, waar directeur dr. Glassman de rest probeert te overtuigen om dr. Murphy een stageplaats aan te bieden ondanks zijn autisme. Flashbacks laten zien waarom dr. Murphy in zijn jeugd besloot om dokter te worden. |            |                     |                      |                               | |                   |  |
| 2 | 2          | Mount Rushmore      | Mike Listo           | David Shore                   | Eve Gordon - verpleegster Fryday Nancy Stone - Stephanie Willis Darrin Baker - Trevor John Murphy - Jerry                                                      | 2 oktober 2017    |  |
| Dr. Melendez voert zijn ronde uit op de afdeling samen met dr. Browne en dr. Kalu, en is niet blij met dr. Murphy die op zijn eerste dag te laat arriveert. Een vrouw van middelbare leeftijd arriveert op de eerste hulp met ondraaglijke pijn. Dr. Murphy geeft meteen de diagnose, volgens hem is het een kwaadaardige tumor. Dr. Murphy krijgt voor zijn te laat komen een straf opgelegd, hij wordt veroordeeld tot het uitvoeren van saaie klusjes. Door zijn oog om de kleinste details op te pikken voert hem dit al snel in problemen. Hij voert een dubbele controle op een recent ontslagen meisje uit, en nadat hij de resultaten onder ogen krijgt gaat hij snel naar haar huis. Daar aangekomen irriteert hij haar ouders die boos worden omdat hij midden in de nacht aan hun deur staat, maar zijn hem al snel dankbaar als hij haar leven redt. |            |                     |                      |                               | |                   |  |
| 3 | 3          | Oliver              | John Dahl            | William Rotko                 | Tim Russ - Chuck Michael St. John Smith - John Wannamaker Angela Palmer - Katt Blair Penner - politieagent                                                     | 9 oktober 2017    |  |
| Dr. Murphy en dr. Browne vliegen naar San Francisco waar zij een donorlever ophalen voor een transplantatie. Door slecht weer kan de helikopter hen niet terug brengen, en krijgen zij een politie-escorte terug naar hun ziekenhuis. Ondertussen wordt er in het ziekenhuis een verontrustende ontdekking gedaan: de ontvanger van de donorlever heeft in de afgelopen alcohol gedronken. Hierdoor bestaat nu de kans dat hij de lever toch niet krijgt, en na intern beraad besluit het ziekenhuisbestuur dit ook uit te voeren. Dr. Murphy en dr. Browne komen in het ziekenhuis aan met de donorlever, en ontdekken tot hun verrassing dat de lever weer is doorgestuurd naar een ander ziekenhuis. |            |                     |                      |                               | |                   |  |
| 4 | 4          | Pipes               | Steven DePaul        | Thomas L. Moran               | Crystal Balint - Barb Allen Niall Matter - Mark Allen Sara Waisglass - Olivia Hartman Eve Gordon - verpleegster Fryday                                         | 16 oktober 2017   |  |
| De tweeëntwintig weken zwangere Barb Allen en haar echtgenoot arriveren in het ziekenhuis, hopend dat de dokters haar baby kunnen redden. Een groeiend goedaardig kankergezwel dat de foetus bedreigt moet snel worden verwijderd. De vrouw wil zo snel mogelijk worden geopereerd, maar de operatie is voor de moeder risicovol en daarom wil de echtgenoot de operatie tegenhouden. Ondertussen behandelen dr. Murphy en dr. Browne een jonge vrouw die een bult in haar schaamstreek heeft. Wanneer zij deze willen leegdrukken, ontdekken zij een tumor die vergroeid is met de zenuwen. Zij moet zo snel mogelijk worden geopereerd, maar de operatie zal er ook voor zorgen dat zij geen gevoel meer in haar schaamstreek zal hebben. Dr. Murphy draagt dat een oplossing aan voor dit probleem. |            |                     |                      |                               | |                   |  |
| 5 | 5          | Point Three Percent | Larry Teng           | David Hoselton                | Dylan Kingwell - Evan Gallico Brett Rice - mr. Wilks Jesse Moss - Kevin Wilks Samantha Sloyan - mrs. Gallico Michael Muhney - mr. Gallico                      | 23 oktober 2017   |  |
| Dr. Murphy merkt een jongen op de eerste hulp op, Steve, die een zeer erge gelijkenis heeft met zijn overleden broer. Steve is door zijn ouders naar de eerste hulp gebracht met een mogelijke armbreuk. Dr. Murphy ontdekt echter dat Steve in werkelijkheid lijdt aan botkanker, en dat de ouders hier allang van op de hoogte waren en voor Steve geheimhielden. Ondertussen behandelen dr. Browne en dr. Kalu een oudere man, die door zijn vervreemde zoon is binnengebracht. Zij ontdekken dat de man een parasiet in zijn hersenen heeft. Door een succesvolle operatie door dr. Grassman kan de man weer genezen. |            |                     |                      |                               | |                   |  |
| 6 | 6          | Not Fake            | Michael Patrick Jann | Simran Baidwan                | Gloria Garayua - Sonia Ruben Garfias - Ricardo Magallanes Kandyse McClure - Celez Norma Maldonado - Lorena Magallanes                                          | 30 oktober 2017   |  |
| Dr. Murphy en de rest zijn aan het werk tijdens een lange nacht, en worden bedolven onder een groot aantal patiënten die betrokken waren bij een autobus ongeluk na een bruiloft. Een van de patiënten is een vrouw die over haar lichaam zware brandwonden heeft, en dr. Kalu wil op haar een experimentele behandeling uitvoeren. Een andere patiënt, de aanstaande bruidegom, wordt behandeld met diverse beenbreuken, en de angst bestaat dat er een amputatie uitgevoerd moet worden. Dit zorgt voor spanning over de behandeling tussen de familie van de bruidegom en de verloofde. De familie wil dat het been geamputeerd wordt, zodat de kans op genezing groter wordt. De verloofde wil echter een experimentele behandeling nemen zodat hij zijn beide benen kan behouden. Tijdens de behandeling van een patiënte beseft dr. Browne ineens dat er een slachtoffer op de plaats van het ongeluk is achtergebleven. |            |                     |                      |                               | |                   |  |
| 7 | 7          | 22 Steps            | David Straiton       | Johanna Lee                   | Paul Dooley - Glen Coby Bird - Liam West Kari Matchett - moeder van Liam Tim Beckmann - vader van Liam Catherine Lough Haggquist - dr. Mohan                   | 13 november 2017  |  |
| Dr. Murphy ontmoet patiënt Liam, een autistische jongen, die door zijn ouders naar het ziekenhuis is gebracht. De ouders van Liam willen echter niet dat dr. Murphy hun zoon behandeld, dit omdat zij geloven dat iemand met autisme geen dokter kan zijn. Dr. Melendez verdedigt echter dr. Murphy tegenover de ouders, en probeert hen ervan te overtuigen dat dr. Murphy een uitstekende dokter is. Ondertussen moet dr. Browne van dr. Glassman doorgaan met therapie, nadat onder haar een patiënte is gestorven. Dr. Kalu behandelt een drieënzeventigjarige patiënt met hartpijn en dringende medische hulp. De patiënt weigert echter alle hulp, en smeekt dr. Kalu hem vredig te laten sterven. |            |                     |                      |                               | |                   |  |
| 8 | 8          | Apple               | Nestor Carbonell     | David Renaud                  | Jesse James - Nash Dixon Zachary Gordon - Brandon Kacey Rohl - Avery Catherine Lough Haggquist - dr. Mohan                                                     | 20 november 2017  |  |
| Terwijl dr. Murphy in een winkel aanwezig is vindt er daar een overval plaats, en door zijn communicatieproblemen wordt een onschuldige vrouw neergeschoten. Deze vrouw was daar aanwezig met een jongen op hun eerste afspraakje. Lea, de buurvrouw van dr. Murphy, omhelst hem wanneer hij toegeeft een fout gemaakt te hebben waarna iemand gewond raakte. Ondertussen vraagt dr. Lim zich af of dr. Browne genoeg toewijding in haar werk heeft, wanneer zij een racistische patiënt moet behandelen. Dit zorgt ervoor dat zij een heftige discussie krijgen, en wordt dr. Browne door dr. Lim verzocht de operatiekamer te verlaten. Ondanks haar emotie besluit zij toch de patiënt bij te staan, en redt zijn leven. Dr. Lim wordt hiervan op de hoogte gebracht, en is blij dat dr. Browne hiertoe in staat was. |            |                     |                      |                               | |                   |  |
| 9 | 9          | Intangibles         | Bronwen Hughes       | Karen Struck                  | Pej Vahdat - dr. Avi Mehta Tegan Moss - Elisabeth McLaren Maggie Benedict - Georgieta Bangura Jojo Salkey-Randon - Gabriel                                     | 27 november 2017  |  |
| Het team van het ziekenhuis besluit uit liefdadigheid een patiënt uit Congo met hartproblemen aan te nemen. Zij merken al snel dat de patiënt een ongeneeslijke hartkwaal heeft, maar zijn moeder blijft vertrouwen houden in hun medisch kunnen. Ondertussen worstelt dr. Murphy met zijn gevoelens ten opzichte van Lea na hun laatste omhelsing. Hij laat zich dan door dr. Browne overhalen om haar flirtlessen te laten geven. Dr. Browne heeft ondertussen haar handen vol aan een zoektocht naar een biopsiemonster, die recent is afgenomen bij een vrouw met mogelijke keelkanker. |            |                     |                      |                               | |                   |  |
| 10 | 10         | Sacrifice           | Michael Patrick Jann | Lloyd Gilyard jr.             | Manny Jacinto - Bobby Ato Eric Winter - dr. Matt Coyle Rhona Rees - Hazel Mitchell Andrew Airlie - vader van Jessica Erin Matthews - Melissa Bourne            | 4 december 2017   |  |
| Onder druk van dr. Glassman gaat dr. Murphy met tegenzin akkoord om een therapeut te bezoeken na zijn geweldservaring in de supermarkt , maar een nieuw patiënt haalt hem echter weer over om te stoppen dingen te doen die anderen mensen hem opdragen. Ondertussen krijgt dr. Browne te maken met dr. Matt Coyle, die ongepaste seksuele toenaderingen naar haar maakt tijdens een behandeling van een patiënte. Dr. Kalu komt hierachter en bedreigt dr. Coyle dan fysiek, dit resulteert in het ontslag van dr. Kalu. Tijdens een etentje van dr. Melendez, Jessica en haar vader vertelt Jessica dat zij geen kinderen wil, nu noch in de toekomst. |            |                     |                      |                               | |                   |  |
| 11 | 11         | Islands Part One    | Bill D'Elia          | Thomas L. Moran William Rotko | Necar Zadegan - dr. Ko Eric Winter - dr. Matt Coyle Kerry Sandomirsky - mrs. Kunkler Emily Hinkler - Jenny Kunkler Elizabeth Hinkler - Katie Kunkler           | 8 januari 2018    |  |
| Dr. Murphy en Lea besluiten om op een spontane road trip te maken. Dr. Murphy rijdt de auto terwijl Lea aan de drank gaat, en daarna zingen zij samen karaoke. Na samen flink Tequila gedronken te hebben eindigen zij de avond met een intense kus, wat voor dr. Murphy de eerste keer is. Ondertussen in het ziekenhuis hebben dr. Melendez en dr. Andrews hun handen vol met de operatie bij een siamese tweeling, een ervan heeft een nieuwe nier nodig. Complicaties zorgen ervoor dat de siamese tweeling meteen gescheiden moet worden, in plaats van over de geplande zes maanden. Deze operatie verloopt prima, totdat er ontdekt wordt dat de tweeling niet wakker worden uit de narcose. Dr. Melendez besluit dat hij toch bij Jessica wil blijven, ondanks dat zij geen kinderen wil. |            |                     |                      |                               | |                   |  |
| 12 | 12         | Islands Part Two    | Cherie Nowlan        | Thomas L. Moran William Rotko | Necar Zadegan - dr. Ko Kerry Sandomirsky - mrs. Kunkler Emily Hinkler - Jenny Kunkler Elizabeth Hinkler - Katie Kunkler Robert Moloney - advocaat van dr. Kalu | 15 januari 2018   |  |
| Dr. Murphy keert weer terug in het ziekenhuis, en geeft aan dr. Glassman door dat hij ontslag neemt om Lea te volgen die gaat verhuizen. De tweeling ondergaat complicaties na hun operatie, Katie krijgt onvoldoende bloed naar haar hersenen, en de hart van Jenny pompt steeds slechter. Ondanks de inspanningen van de dokters sterft Jenny op de operatietafel bij de vervolgoperatie. Ondertussen krijgt Jessica een zware zaak voor haar kiezen: de advocaat van dr. Kalu beschuldigt het ziekenhuis van racisme na zijn ontslag. Na lang beraad besluit het ziekenhuisbestuur dat het ontslag van dr. Kalu teruggedraaid moet worden en wordt hij weer in dienst genomen. Jessica besluit haar relatie met dr. Melendez uit te maken, dit omdat zij zijn kinderwens niet tegen wil gaan. |            |                     |                      |                               | |                   |  |
| 13 | 13         | Seven Reasons       | Mike Listo           | David Shore David Hoselton    | Chelah Horsdal - Tessa Hina Abdullah - Naja Modi Keoni Rebeiro - Payton Carpenter Art Kitching - Cole Carpenter Hayley Sales - Zoe Salter                      | 22 januari 2018   |  |
| Bij de behandeling van een moslima bespeurt dr. Murphy dat zij liegt over haar verwondingen, en beschuldigt haar zonder bewijs van criminele activiteiten. Tijdens de operatie aan een luchtpijpvertakking steekt dr. Melendez een bloedader open, en omdat dr. Murphy dan vragen stelt over zijn persoonlijke leven zorgt dit ervoor dat hij een onderzoek krijgt. Tijdens een operatie op een patiënt met een aneurysma door dr. Browne en dr. Lim, ontdekt dr. Browne dat dr. Coyle promotie heeft gemaakt in een nieuwe baan. Zij vertellen de vrouw van de patiënt dat hij zonder verdere operatie zal sterven, ondanks deze waarschuwing weigert zij toestemming voor de operatie. Dr. Browne ontdekt dan de ware reden voor deze weigering, en besluit haar te helpen met haar beslissing. Dr. Murphy vraagt dr. Glassman om zijn vriend te zijn, maar hij besluit tot verdriet van dr. Murphy dit verzoek langs zich neer te leggen om hem ruimte te geven. |            |                     |                      |                               | |                   |  |
| 14 | 14         | She                 | Seth Gordon          | Simran Baidwan                | JoBeth Williams - Ruth Sophie Giannamore - Quinn Darby Michelle Morgan - moeder van Darby Keith Allan - Ty Darby Adam J. Smith - Howard Shaw                   | 5 februari 2018   |  |
| Het chirurgenteam krijgt een nieuwe stagiaire, het betreft dr. Margan Reznick. Zij worden dan in teams ingedeeld: Dr. Reznick samen met dr. Browne gaan onder dr. Melendez werken, en dr. Murphy gaat samen met dr. Kalu onder dr. Lim werken. Dr. Murphy en dr. Kalu behandelen de patiënte Quinn die in werkelijkheid een jongen is, en dr. Murphy heeft moeite met haar beslissing om haar geslacht te veranderen. Zij ontdekken dat Quinn aan zaadbalkanker, en dat de oorzaak ligt bij het gebruik van pubertijdblokkers. Dr. Browne en dr. Reznick behandelen een patiënt die een weerstand heeft opgebouwd tegen alle antibiotica, dit uit gevolg van veelvuldig gebruik van illegale antibiotica. Ondertussen bezoeken dr. Andrew en zijn echtgenote een vruchtbaarheidsexpert, omdat zij niet zwanger kan worden. |            |                     |                      |                               | |                   |  |
| 15 | 15         | Heartfelt           | Regina King          | Thomas L. Moran Johanna Lee   | Kelly Blatz - Aidan Coulter Lexi Underwood - Spirit Garcia Nicholas Sean Johnny - Eric Bertrand Joris Jarsky - Sergey Tirayan                                  | 26 februari 2018  |  |
| Een tienermeisje ondergaat een riskante operatie voor een borstbeentransplantatie, om zo een normaal leven te kunnen leiden zonder in haar huis opgesloten te zitten. Een ander jong patiëntje weigert een donorlever die een veroordeelde gevangene beschikbaar stelt, maar zonder deze lever zal hij binnen een dag sterven. De voormalige politieagent Alex Park, die nu werkt als dr. Park in het ziekenhuis, is sceptisch over de beweegredenen van de gevangene Boris. Aoki heeft met dr. Andrews een gesprek over de jonge aantrekkelijke donateur Aidan Coulter, maar dr. Andrews waarschuwt haar geen relatie met hem te beginnen om zo de mensen geen verkeerde ideeën te geven dat zij seks geeft aan vrijgevige donateurs. Op een liefdadigheidsgala vertelt dr. Kalu aan dr. Browne dat hij van haar houdt, maar dat hij de relatie niet voort kan zetten omdat zij niet dezelfde gevoelens voor hem heeft. |            |                     |                      |                               | |                   |  |
| 16 | 16         | Pain                | Allison Liddi-Brown  | William L. Rotko David Renaud | Ryan Robbins - Hunter Anna Belknap - Cora Sarah-Jane Redmond - Sharon Leal - moeder van dr. Browne                                                             | 12 maart 2018     |  |
| De eerste patiënt van dr. Melendez tien jaar geleden keert terug naar het ziekenhuis, een man genaamd Hunter die na een motor ongeluk verlamt raakte. Dr. Kalu, dr. Reznick en dr. Andrews behandelen een patiënte die flinke infecties heeft na een plastische operatie. De vervreemde moeder van dr. Browne vereert het ziekenhuis met een bezoek, en probeert weer een relatie op te bouwen met haar dochter. Dr. Andrews bezoekt een vruchtbaarheidsexpert, en hoort van hem dat hij een oplossing heeft voor zijn spermapopulatie. Hij waarschuwt hem wel dat er een behoorlijk risico aan vastzit en dat hij impotent kan raken. Dr. Park heeft een achtergrondcheck op Kenny gedaan, en waarschuwt dr. Murphy over zijn criminele verleden en dat hij waarschijnlijk de goedheid van hem misbruikt. |            |                     |                      |                               | |                   |  |
| 17 | 17         | Smile               | Bill D'Elia          | David Hoselton Karen Struck   | Kandyse McClure - Celez Sheila Kelley - Debbi Olivia Steele Falconer - Gretchen Patrick Sabongui - Russ Milman                                                 | 19 maart 2018     |  |
| Een tienermeisje lijdt aan het syndroom van Möbius wat haar niet in staat stelt om te lachen, en zoekt hulp bij dr. Murphy en dr. Park. Deze behandeling wordt echter niet vergoed door de verzekering, maar dr. Andrews zet zijn invloed in werking om dit toch vergoed te krijgen. Dr. Reznick en dr. Browne behandelen een patiënte die zich voorstelt als Lucy Callard, maar blijkt een identiteitsdief te zijn die zo de studiekosten van haar zoon wilde betalen. Dr. Browne ontmoet later de echte Lucy Callard, die een pijnstillerverslaafde blijkt te zijn. Dr. Browne kan haar echter overhalen om een afkickprogramma te volgen. De nep Lucy blijkt in het echt Beatrice te heten, en als dr. Browne haar vertrouwen heeft gewonnen sterft zij aan een infectie. Dr. Kalu ontmoet zijn brandwondenpatiënte Celez (aflevering Not Fake), en tijdens de behandeling slaat er een vonk over. Ondertussen beseft hij dat hij geen toekomst zal hebben in het ziekenhuis, en krijgt dan een baanaanbod in Denver. Door inmenging van dr. Murphy gaat dr. Glassman op een date met restaurantmedewerkster Debbie. Ze blijken een gezamenlijke interesse te hebben in klassieke auto’s. Zij gaan samen uit eten in een chique restaurant, maar dan wordt dr. Glassman ineens getroffen door afasie.                                                                                         |            |                     |                      |                               | |                   |  |
| 18 | 18         | More                | Mike Listo           | David Shore Lloyd Gilyard jr. | Donnie MacNeil - Caden Hauley Graham Patrick Martin - Blake Audrey Wise Alvarez - jonge Maddie Anjali Jay -                                                    | 26 maart 2018     |  |
| Dr. Murphy vertelt dr. Glassman dat hij een glioom heeft. Deze is niet te opereren, en hij heeft nog achttien maanden te leven. Dr. Glassman heeft deze diagnose geaccepteerd, maar onder druk van dr. Murphy ondergaat hij toch een second opinion. De uitslag die hij hiervan krijgt is nog slechter, hij heeft zelfs nog maar een maand te leven. Dr. Glassman wil zijn overgebleven tijd nuttig besteden en neemt dr. Murphy naar een draaimolen, dit omdat hij dit vroeger ook deed met zijn dochter. Dr. Murphy wil dat dr. Glassman een minimaal-invasieve chirurgie ondergaat om zo een biopsie te verkrijgen, en de uitslag ziet er goed uit. De vorm van kanker die hij nu blijkt te hebben kan door een operatie compleet verwijderd worden. Het ziekenhuis krijgt te maken met een patiënt die zwaargewond is geraakt tijdens een broederschapsontgroening. Dr. Kalu en dr. Park ondervragen zijn vriend om te achterhalen wat er precies is gebeurd. Tijdens de operatie gaat er iets fout, en dr. Murphy is ervan overtuigd dat hij een fout heeft gemaakt. Hij stelt voor om een risicovolle operatie uit te voeren om het leven van de patiënt te redden. De operatie slaagt, en om dit te vieren nodigt dr. Melendez iedereen uit voor een drankje. Dr. Murphy besluit zijn fout op te biechten bij dr. Andrews, ook als dit gevolgen kan hebben voor de baan van dr. Glassman. |            |                     |                      |                               | |                   |  |